# Причет (Колорадо)
Причет (енгл. Pritchett) град је у америчкој савезној држави Колорадо.

## Демографија
По попису из 2010. године број становника је 140, што је 3 (2,2%) становника више него 2000. године.
| Група             | 2000.       | 2010.       |
| Белци             | 131 (95,6%) | 133 (95,0%) |
| Афроамериканци    | 0 (0,0%)    | 0 (0,0%)    |
| Азијати           | 0 (0,0%)    | 0 (0,0%)    |
| Хиспаноамериканци | 2 (1,5%)    | 7 (5,0%)    |
| Укупно            | 137         | 140         |